# Aimee Lou Wood
Aimee Lou Wood (3 de febrer de 1994) és una actriu anglesa. Després de papers de teatre a Mary Stuart i People, Places and Things va fer el seu debut a la pantalla a la sèrie de Netflix Sex Education, que li va guanyar un premi de televisió de l'Acadèmia Britànica a la millor interpretació de comèdia femenina. Va rebre elogis pel seu paper protagonista a l'obra Uncle Vanya i va aparéixer a les pel·lícules The Electrical Life of Louis Wain (2021) i Living (2022).

## Primers anys
Wood és de Stockport, Gran Manchester. La seua mare treballa a Childline i el seu pare és concessionari d'automòbils. Després del divorci dels seus pares, va assistir a l'escola Cheadle Hulme i va conservar sobretot el seu accent regional. Després, va fer un curs bàsic a l'Oxford School of Drama i es va graduar amb una llicenciatura en arts en interpretació per la Royal Academy of Dramatic Art (RADA) el 2017.

## Carrera
L'agent de Wood és Lizzie Newell, Independent Talent Group. Durant el seu temps a la RADA, Wood va participar en moltes produccions, com ara interpretar Margaret en una producció de Scuttlers dirigida per Hannah Eidinow, i com Goody a Vinegar Tom, dirigida per Cressida Brown. Va començar la seua carrera d'actriu professional l'any 2016 treballant en produccions escèniques, debutant com a donzella a l'obra Mary Stuart, representada a l'Almeida Theatre de Londres fins al 2017. Després d'això, va protagonitzar Laura a la producció People, Places and Things, un paper que Wood va interpretar nombroses vegades en una gira pel Regne Unit.
El 2019, Wood va debutar a la pantalla com Aimee Gibbs, un personatge principal de la sèrie de comèdia i drama de Netflix Sex Education, on coprotagonitza al costat d'Asa Butterfield, Emma Mackey, Ncuti Gatwa i Gillian Anderson. Originalment, havia fet una audició per al paper de Lily, que finalment es va donar a Tanya Reynolds, però va acceptar el paper d'Aimee quan se li va oferir. La sèrie va rebre elogis de la crítica i l'actuació de Wood va ser ben rebuda. Als premis de televisió de l'Acadèmia Britànica del 2021, va guanyar el premi a la millor actuació de comèdia femenina. Enmig del seu treball a Sex Education, Wood ha continuat fent papers al teatre, raonant que "Conec molts actors de pantalla que pensen que van estar massa temps tornar als escenaris i ara tenen una por escènica molt greu".
El 2020, Wood va interpretar Jess a Hen, un curtmetratge dirigit per James Larkin. Aquell mateix any, va ser escollida per al paper principal de Sonya a la producció Uncle Vanya, que edurant la pandèmia de COVID-19 va ser gravat al Harold Pinter Theatre i va obtenir tant un llançament cinematogràfic com un llançament nacional de la BBC el mateix any. L'actuació de Wood va ser elogiada per la crítica. Sobre la seua interpretació de Sonya, WhatsOnStage va escriure que "és una noia gloriosa, amable i encantadora... Els seus intents d'alegria davant de tanta decepció aclaparadora són gairebé insuportables. [Wood] brilla positivament".
El 2021, Wood es va unir al jurat dels British Short Film Awards i va tenir l'honor d'anunciar el guanyador aquest mateix any. Va fer el seu debut a un llargmetratge com a Claire Wain a la pel·lícula biogràfica del 2021 The Electrical Life of Louis Wain, que va aconseguir crítiques positives de la crítica. Va assolir el seu primer paper principal al costat de Bill Nighy al llargmetratge dramàtic d'Oliver Hermanus Living, un remake en anglés de la pel·lícula japonesa Ikiru de 1952, que es va estrenar al Festival de Cinema de Sundance de 2022, amb una bona recepció de la crítica.

## Vida privada
Wood va tenir una relació amb el seu company de Sex Education Connor Swindells, que a la sèrie interpreta Adam Groff, des del gener del 2019 fins a un moment abans del març del 2020. Ha lluitat amb la seua imatge corporal, revelant en una entrevista del 2020 a la revista Glamour que " He patit dismòrfia corporal tota la vida... Recorde que abans de la primera escena de sexe (a Sex Education), vaig pensar: "D'acord, d'acord. Començaré a menjar amanides cada dia", i simplement no ho vaig fer. Va ser un punt d'inflexió per a mi, prendre la decisió de dir: "En realitat, no canviaré com es veu el meu cos abans d'aquesta escena perquè així és com es veu el meu cos".